# Congstar
Congstar GmbH és un operador de telefonia mòbil alemany amb seu a Colònia. L'empresa és una filial de Deutsche Telekom i està especialitzada en la comercialització de serveis de telefonia mòbil amb descompte per a persones més joves. L'agost de 2014, els serveis de Congstar tenien aproximadament 3,4 milions d'usuaris. El desembre de 2019 la marca va assolir els cinc milions de clients.